# سهى الطريحي
سهى الطريحي (1936-2021)، وزيرة ودبلوماسية عراقية.

## نشأتها وحياتها
ولدت سهى في بغداد، عام 1936، وكان والدها هو العميد الركن محمد حسن الطريحي وهو من أعضاء جماعة الأهالي والحزب الوطني الديمقراطي الذي شارك في ثورة رشيد عالي الكيلاني في مايس 1941.
أكملت دراستها في المدارس العراقية ثم في نهاية عقد الخمسينيات حصلت على شهادة بكالوريوس في العلوم السياسية من الجامعة الأمريكية، وعملت سهى في السفارات العراقية لبلدان عدة حتى وصلت إلى منصب وزير مفوض قبل أن تحيل نفسها على التقاعد في بداية عقد التسعينيات من القرن العشرين، وكان لها مؤلفات عدة كما ترجمت عدة كتب من اللغات الاجنبية إلى العربية.

## وفاتها
توفيت سهى الطريحي في بغداد يوم الاثنين 20 كانون الأول 2021م.